# Pirach (Gemeinde St. Pantaleon)
Pirach ist eine Ortschaft (Rotte) in der Gemeinde St. Pantaleon im Bezirk Braunau am Inn in Oberösterreich.
Pirach hat 68 Einwohner (laut Statistik von 2001). Der Hauptteil liegt an der St. Pantaleoner Landesstraße (1014) zwischen den Ortschaften Trimmelkam und St. Pantaleon neben dem Piracher Holz. An der zum Weiler Söllham führenden Gemeindestraße liegen noch die zu Pirach zählende Einöde Bichling und Einzelgebäude.
In Pirach ist auch ein privates Bergbaumuseum angesiedelt, welches einen Überblick über die über 200-jährige Geschichte des Kohlebergbaus in der Gemeinde Sankt Pantaleon gibt.